# Stanisław Hlawaty
Stanisław Józef Hlawaty (ur. 15 marca 1868 we Lwowie, zm. we wrześniu 1939 w Stanisławowie) – tytularny generał brygady Wojska Polskiego.

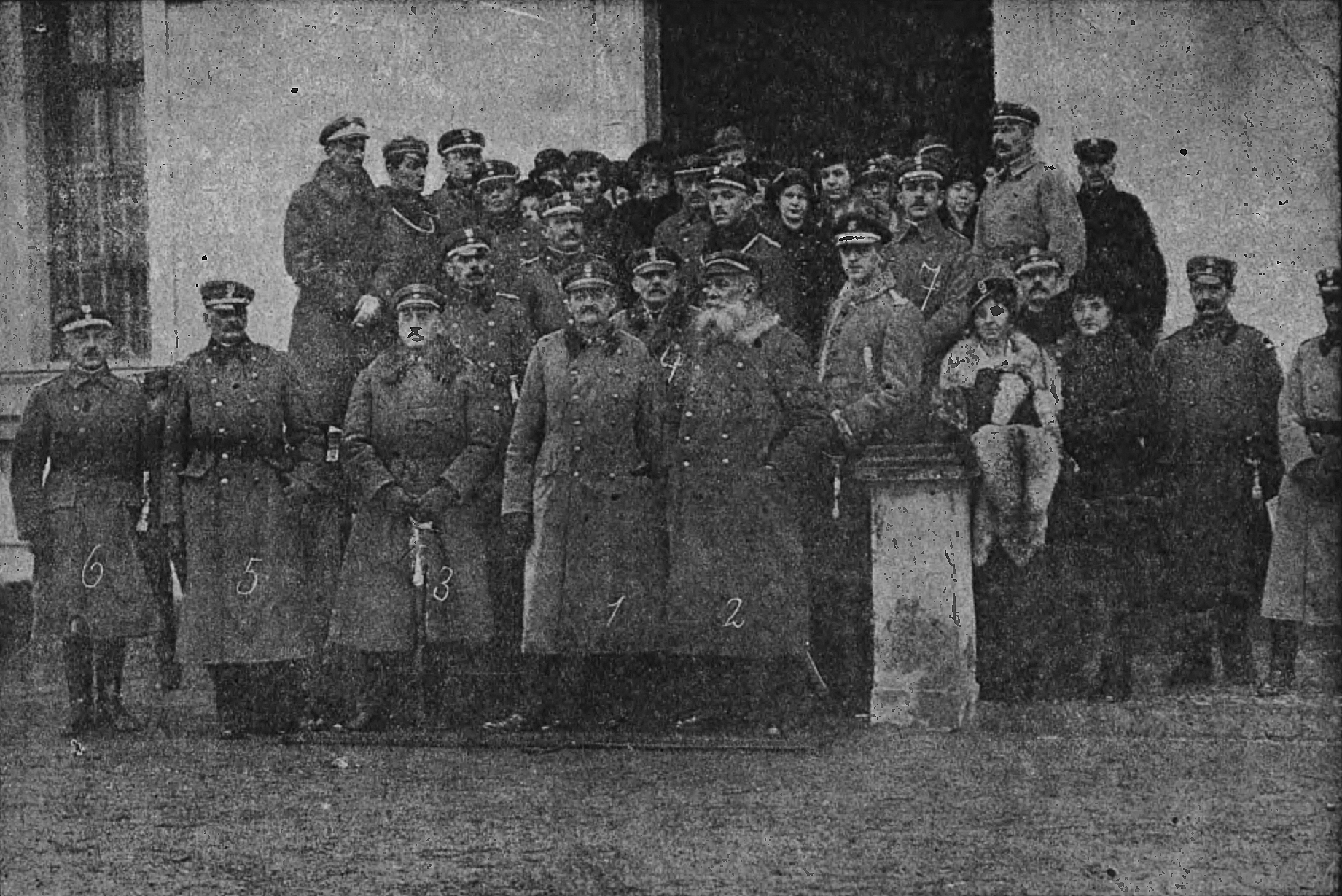
Poświęcenie Szkoły Podchorążych w Łobzowie 12 stycznia 1919. Oznaczony 6) ppłk Stanisław Hlawaty

## Życiorys
Stanisław Józef Hlawaty urodził się 15 marca 1868 roku we Lwowie, w rodzinie Albina i Stanisławy Petroleli z Kislingerów. Kształcił się w Stanisławowie. W 1890 został powołany do służby w cesarskiej i królewskiej armii. Do 1904 roku pełnił służbę w c. i k. 57 pułku piechoty w Tarnowie, jako jednoroczny ochotnik, a następnie aspirant oficerski i oficer kompanii. W latach 1904–1909 studiował na Wydziale Filozoficznym Uniwersytetu Franciszkańskiego we Lwowie. Wiele podróżował po Europie. W 1910 jako stypendysta wojska austriackiego studiował w Greenwich Observatory w Londynie.
W latach 1915–1917, w czasie I wojny światowej, walczył na froncie bałkańskim, jako dowódca kompanii i batalionu. W 1916 roku awansował na majora. Od 1917 powrócił do pracy dydaktycznej w Wojskowej Szkole Realnej w Krakowie-Łobzowie. Podpułkownik z 1918.
30 października 1918 roku, jako Polak i najstarszy oficer sztabowy c. i k. Wojskowej Wyższej Szkoły Realnej w Łobzowie, przejął nad nią dowództwo i podporządkował się brygadierowi Bolesławowi Roji, który nadał jej nazwę - „Szkoła Podchorążych”. 11 czerwca 1920 został zatwierdzony w stopniu podpułkownika w piechocie z dniem 1 kwietnia 1920, w „grupie byłej armii austro-węgierskiej”. Służbę na stanowisku komendanta Szkoły Podchorążych pełnił do 1 września 1920 roku, kiedy to został przeniesiony do Oddziału V Personalnego Sztabu Ministerstwa Spraw Wojskowych w Warszawie. W Ministerstwie objął kierownictwo komisji podstawowych obowiązków i praw oficerskich, której zadaniem było opracowanie założeń ustawy pragmatycznej. W międzyczasie Szkoła Podchorążych w Łobzowie została przemianowana na Korpus Kadetów Nr 1. 3 maja 1922 został zweryfikowany w stopniu pułkownika ze starszeństwem z dniem 1 czerwca 1919 i 11. lokatą w korpusie oficerów piechoty. W latach 1923–1924 był szefem Szefostwa Poborowego, a następnie inspektorem poboru w Dowództwie Okręgu Korpusu Nr VI we Lwowie, pozostając na ewidencji 40 pułku piechoty. 16 marca 1925 Prezydent RP Stanisław Wojciechowski nadał mu stopień generała brygady „wyłącznie z prawem do tytułu” z dniem przeniesienia w stan spoczynku – 30 czerwca 1925.
Po zwolnieniu ze służby osiadł w Stanisławowie, gdzie we wrześniu 1939, na wieść o wkroczeniu wojsk sowieckich do Polski, popełnił samobójstwo.